# Terminal Marítimo da Ribeira
O Terminal Marítimo da Ribeira é uma estação do transporte aquático situado à beira da Baía de Todos-os-Santos, no bairro homônimo de Salvador, capital do estado brasileiro da Bahia. Foi reinaugurado em 2008, após o Terminal de Plataforma em 2007 e duas décadas de travessia desativada. É um dos terminais da Travessia Marítima Plataforma-Ribeira, conectando o Subúrbio Ferroviário à Península de Itapagipe. Tem importância para o turismo e a mobilidade urbana pela conexão com o bairro da Ribeira e suas atrações, pelas praias voltadas à baía, pelos famosos restaurante Boca de Galinha e Sorveteria da Ribeira, além da proximidade à Estação Almeida Brandão do Sistema de Trens do Subúrbio de Salvador, ao fim-de-linha dos ônibus municipais da Ribeira e ao bicicletário Estação Bike Ribeira.
Reformado pela administração municipal por 513 mil ou 620 mil reais (fontes divergem o valor), o terminal voltou a funcionar no dia 12 de junho de 2008. A reforma incluiu bancos, banheiros convencionais e adaptados, bilheteria, lanchonete, passarela com comprimento de 19 metros mais atracadouro (píer flutuante) de dimensões 4 por 15 metros, além da sala de administração. Em 2014, o terminal foi fechado por um dia em alegação à falta de segurança e ao não pagamento da tarifa por passageiros, no dia seguinte, 25 de julho, houve reforço pela Guarda Municipal e a travessia voltou a ser operada. Com a inauguração da requalificação da orla da Ribeira em dezembro de 2015, próximo ao terminal foi instalado o Estação Bike Ribeira, o segundo bicicletário (estacionamento de bicicletas) do programa municipal Movimento Salvador Vai de Bike, prosseguindo o Estação Bike Farol da Barra, na Barra.